# Lučindan
Lučindan (crnogorski: Лучиндан) časopis je koji izlazi u nakladi Crnogorske pravoslavne Crkve.
Objavljuje tekstove iz područja vjere, kulture, povijesti i politike.

## Povijest
Prvi je broj Lučindana tiskan 1998. godine. Naziv je glasilo dobilo po blagdanu Lučindan, posvećenom evanđelisti Svetom Luki, koji pravoslavni proslavljaju 31. listopada. Upravo je na Lučindan 1993. otpočeo proces obnavljanja 1918. ukinute autokefalne Crnogorske pravoslavne Crkve.
Glavni urednik časopisa Lučindan je Borislav Cimeša, zamjenik urednika svećenik Žarko L. Đurović. Članovi redakcije Lučindana su: Novak Adžić, Niko J. Martinović, Zoran Stanojević, Mato Begović (korektor) i Darko Đurović (tehnička priprema).
Sjedište redakcije je na Cetinju.
Tiska se na ćirilici, a izlazi s blagoslovom poglavara Crnogorske pravoslavne Crkve mitropolita Mihaila.

## Vanjske poveznice
- Lučindan, br. 35, 2010.  Arhivirana inačica izvorne stranice od 14. srpnja 2010. (Wayback Machine)